# Treprostinil
Treprostinil is een geneesmiddel dat voorgeschreven wordt voor de behandeling van pulmonale arteriële hypertensie (PAH). Het middel verwijdt de bloedvaten en verlaagt de bloeddruk in de vaten van de longen. Het remt tevens de vorming van bloedstolsels (aggregaten van bloedplaatjes).
Treprostinil is een synthetisch prostacycline-analoog. Het wordt verkocht onder de merknamen van United Therapeutics: Tyvaso  als inhaleerbare oplossing, of Remodulin als oplossing voor infuus (de oplossing bevat het natriumzout van treprostinil). In mei 2002 werd Remodulin toegelaten door de Amerikaanse FDA en in juli 2009 gebeurde dit met Tyvaso.
In de Europese Unie is treprostinil toegelaten voor infuus. De oplossing voor inhalatie is in april 2004 toegelaten als weesgeneesmiddel voor de behandeling van PAH en chronische trombo-embolische pulmonale hypertensie.

## Nevenwerkingen
De vaakst voorkomende bijwerkingen van het middel (als infuus) zijn: pijn, hoofdpijn, kaakpijn, misselijkheid en diarree, blozen en warmtegevoel, huiduitslag of jeuk.